# Moore, Oklahoma
Moore är en stad (city) i Cleveland County i delstaten Oklahoma i USA. Staden hade 62 793 invånare, på en yta av 57,46 km² (2020). Moore är en del av Oklahoma Citys storstadsområde.